# Munții Giurgeu
Munții Giurgeu (maghiară Gyergyói-havasok) sunt o grupă muntoasă a Carpaților Moldo-Transilvani, aparținând de lanțul muntos al Carpaților Orientali. Cel mai înalt pisc este Vârful Prișca, având 1.545 m. 

## Așezare
Munții Giurgeului  se prezintă sub forma unei culmi prelungite până la izvoarele Oltului, între Munții Călimani la nord, depresiunile Bilbor și Borsec la est și nord-est, Munții Hășmaș la sud iar la vest depresiunea cu același nume. Spre bazinul Mureșului se termină printr-o prispă înaltă de aproximativ 1.000 m. Munții Giurgeului sunt întretăiați de pasurile Bicaz și Bistricioara-Tulgheș, ce permit trecerea din depresiunea Giurgeului spre Moldova.

## Subdiviziuni
Ținând cont de văile ce îi traversează transversal, Munții Giurgeu sunt împărțiți în 3 grupe:
- Grupa nordică: Munții Borsecului, delimitată de văile pâraielor Secu și Răchitișul Mare și apoi ale râului Bistricioara spre nord, respectiv Depresiunea Jolotca, Pasul Țengheler și valea pârâului Putna spre sud;
- Grupa centrală: Munții Ditrăului, delimitată de Depresiunea Jolotca, Pasul Țengheler și valea pârâului Putna spre nord, respectiv pârâul Putna Întunecoasă și valea Belcina spre sud;
- Grupa sudică: Munții Voșlăbenilor, cuprinși între Gruiul Sândominicului la sud și valea Belcina la nord.